# Вулиця Паркова (Львів)
Ву́лиця Па́ркова — невелика вулиця у Галицькому районі міста Львова, в місцевості Снопків, що починається від вулиці Франка та прямує до Стрийського парку. Прилучається вулиця Рутковича. 

## Історія
До 1823 року у нижній частині сучасного Стрийського парку між вул. Стрийською, вул. Домбровського (нині Рутковича), вул. Пуласького (нині Паркова) та дорогою, що йшла поза пам'ятником Яну Кілінському до бічної в'їзної брами парку розташовувався «старий» Стрийський цвинтар. «Старий» Стрийський цвинтар закрили, через те що він не відповідав санітарно-гігієнічним вимогам. Про розширення «старого» цвинтаря не могло бути мови, бо його оточували із західного боку Стрийська дорога та рогатка, з північного боку — вулиці, які почали тоді розбудовуватися. На місці «старого» Стрийського цвинтаря у другій половині XIX століття постала тераса нинішнього Стрийського парку з мальовничою грабовою алеєю. Наприкінці XIX століття почала забудовуватися й тодішня вул. Пуласького, архітектурний ансамбль якої остаточно сформувався на початку XX століття. Тут представлена переважно житлова забудова, в архітектурі якої використані елементи стилів історизм та модерн.  
1952 року кінцеву частину вулиці відділено від Стрийського парку невеликою аркадою іонічного ордера, авторства Генріха Швецького-Вінецького.
16—18 липня 2017 року, на вулиці Парковій відбувалися зйомки епізодів художнього фільму «13 автобус».

## Назва
Первісна назва вулиці від 1885 року — Пуласького, на честь польського шляхтича, полководця, генерала континентальної армії під час війни за незалежність США Казімежа Пуласького. У січні 1941 року відбулося перейменування на вулицю Дарвіна, на честь англійського науковця, творця теорію еволюції Чарлза Дарвіна, але у серпні того ж року вулиці повернено попередню назву. Під час німецької окупації, від 1943 року мала назву Стриєрпаркгассе або ж вулиця Стрийського парку, яка найбільш подібна до сучасної назви. У липні 1944 року їй знов повернена передвоєнна назва і вже 1946 року перейменована на вулицю Конєва, на честь радянського воєначальника, маршала Радянського Союзу Івана Конєва. У 1957 році вулиці дали теперішню назву — Паркова, але у 1975 році вдруге повернули попередню назву вулиці. Остаточно вулиця отримала свою сучасну назву — Паркова — лише 1992 року.

## Забудова
В архітектурному ансамблі вулиці Паркової переважають історизм та модерн. Усі будинки на вулиці включені до Реєстру пам'яток архітектури місцевого значення міста Львова.

### Будинки
№ 1 — вілла, споруджена 1887 року за проєктом архітектора Наполеона Лущкевича. 1924 року перебудована за проєктом Фердинанда Касслера для віце-президента Львова Віктора Хаєса. У 1950-х роках в будинку містився гуртожиток № 1 львівського педагогічного інституту, у наш час — дитяче поліклінічне відділення 4-ї міської клінічної лікарні. Будинок внесений до Реєстру пам'яток архітектури місцевого значення під охоронним № 133-м.
№ 3 — типова чиншова чотириповерхова кам'яниця початку XX століття. Будинок внесений до Реєстру пам'яток архітектури місцевого значення під охоронним № 593-м.
№ 4 — одне з приміщень в будинку нині займає приватна нотаріальна контора.
№ 5, 7, 9 — вілли, споруджені 1904—1906 років за проєктами архітектора Наполеона Лущкевича. Архітектор оздобив фасади цих кам'яниць у стилі історизму, тобто використав мурування нетинькованою цеглою — темно-червоною «вишнівкою» посередині (№ 7) та охристою «коптяркою» по краях. Особливо привертає увагу вілла «Пристань», що розташована під № 7, що належала графові Мечиславу Коморовському, а сусідня під № 9 — перебувала у власності кравця Станіслава Немчиновського. Будинки внесено до Реєстру пам'яток архітектури місцевого значення під охоронними №№ 1249-м, 1250-м, 594-м відповідно.
№ 6, 8, 10, 12 — житлові будинки зведені за проєктами архітектора Карела Боубліка у 1898—1899 роках. За часів незалежності на першому поверсі будинку № 6 міститься кафе «Бісквіт». В будинку № 10 на початку XX століття мешкав польський поет-модерніст, професор і ректор Львівського університету Ян Каспрович. Будинки внесено до Реєстру пам'яток архітектури місцевого значення під охоронним № 134-м, 1251-м, 135-м відповідно.
№ 13 — житловий будинок. Будинок внесений до Реєстру пам'яток архітектури місцевого значення під охоронним № 1597-м.
№ 14 — чиншова кам'яниця у стилі модерн, споруджена 1910 року проєктно-будівельним бюро Івана Левинського за проєктом архітекторів Владислава Дердацького і Вітольда Мінкевича. Над вхідним порталом розміщено горельєф із зображенням гладіатора та написом латиною: «Inimice Pr(e)aeteri Hanc Domum» (в перекладі — Ворог мине цей дім) (автор — скульптор Зигмунт Курчинський). У цьому будинку мешкала скульпторка Люна Дрекслер, архітектор Вітольд Долинський, а також історик літератури і етнограф Генрик Біґеляйзен. Будинок внесений до Реєстру пам'яток архітектури місцевого значення під охоронним № 136-м.
№ 16 — вілла, збудована у 1920-х роках та оздоблена в стилістиці неоісторизму та ар деко. В будинку у 1945—1946 роках мешкав перший командувач військами ПрикВО, генерал армії Андрій Єрьоменко, на честь чого, у радянські часи, на фасаді будинку встановлено пам'ятну таблицю, яка сповіщала про це. У часи незалежності таблицю було демонтовано. Будинок внесений до Реєстру пам'яток архітектури місцевого значення під охоронним № 1598-м.

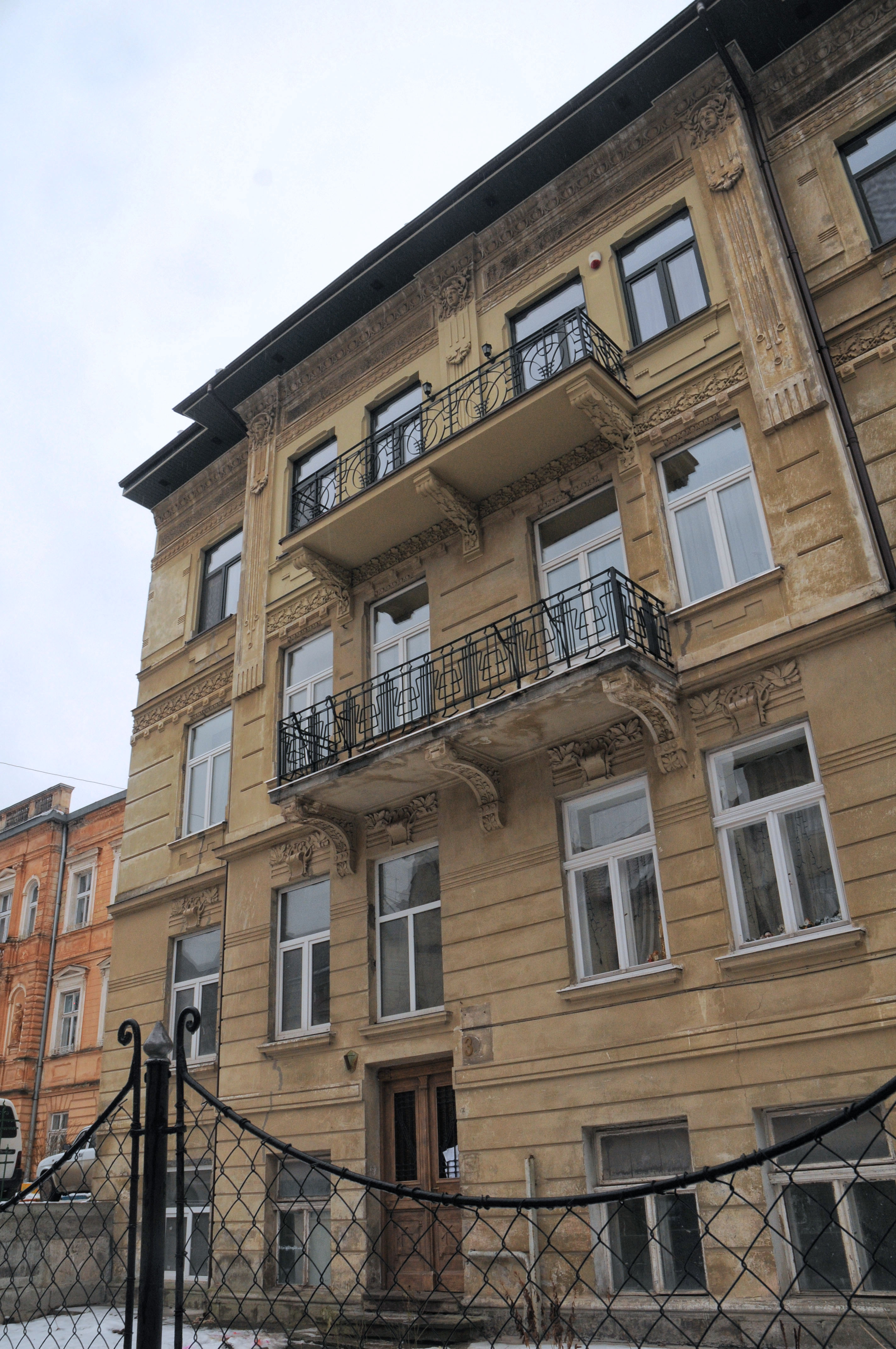
Кам'яниця (вулиця Паркова, 3)
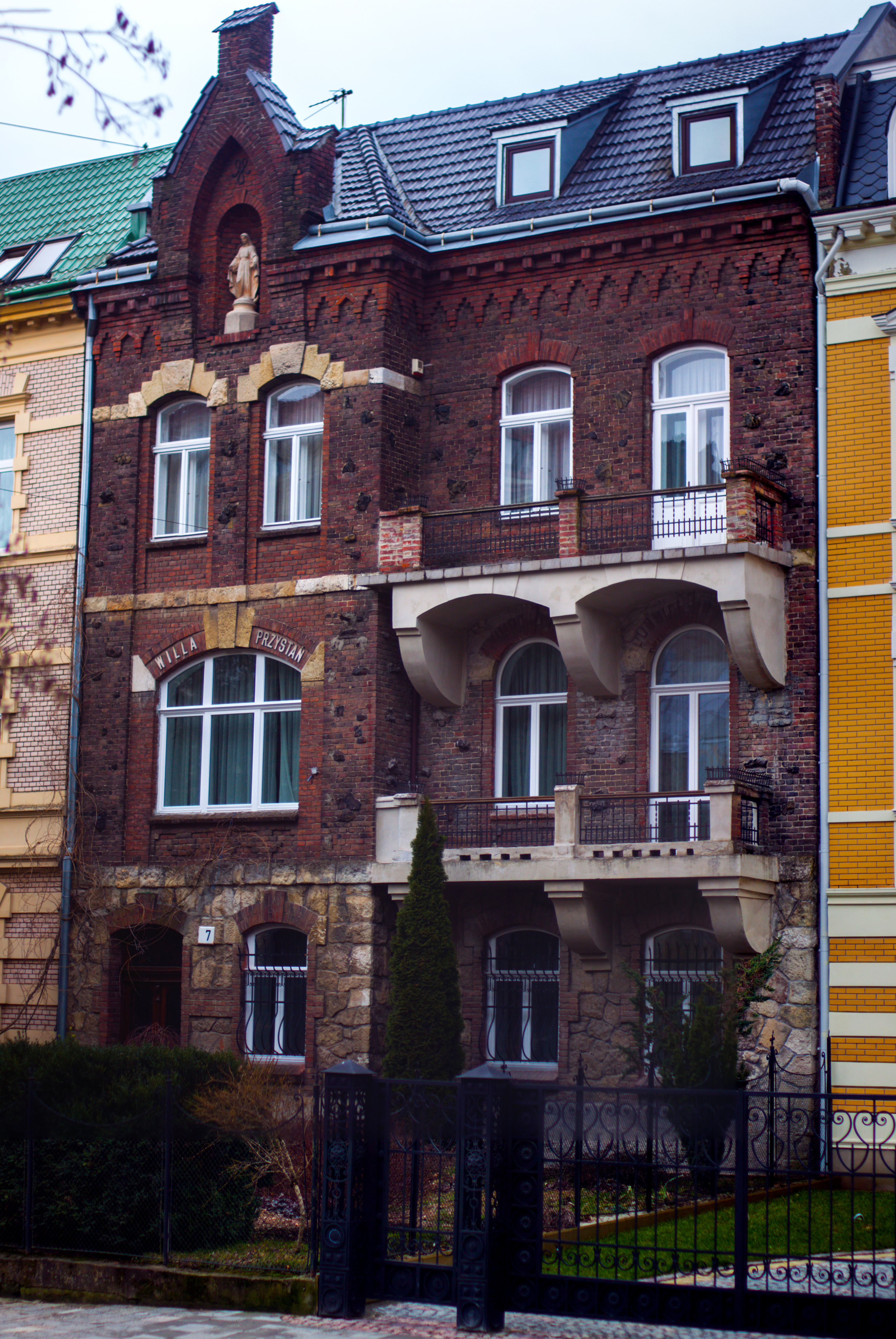
Вілла «Пристань» (вулиця Паркова, 7)
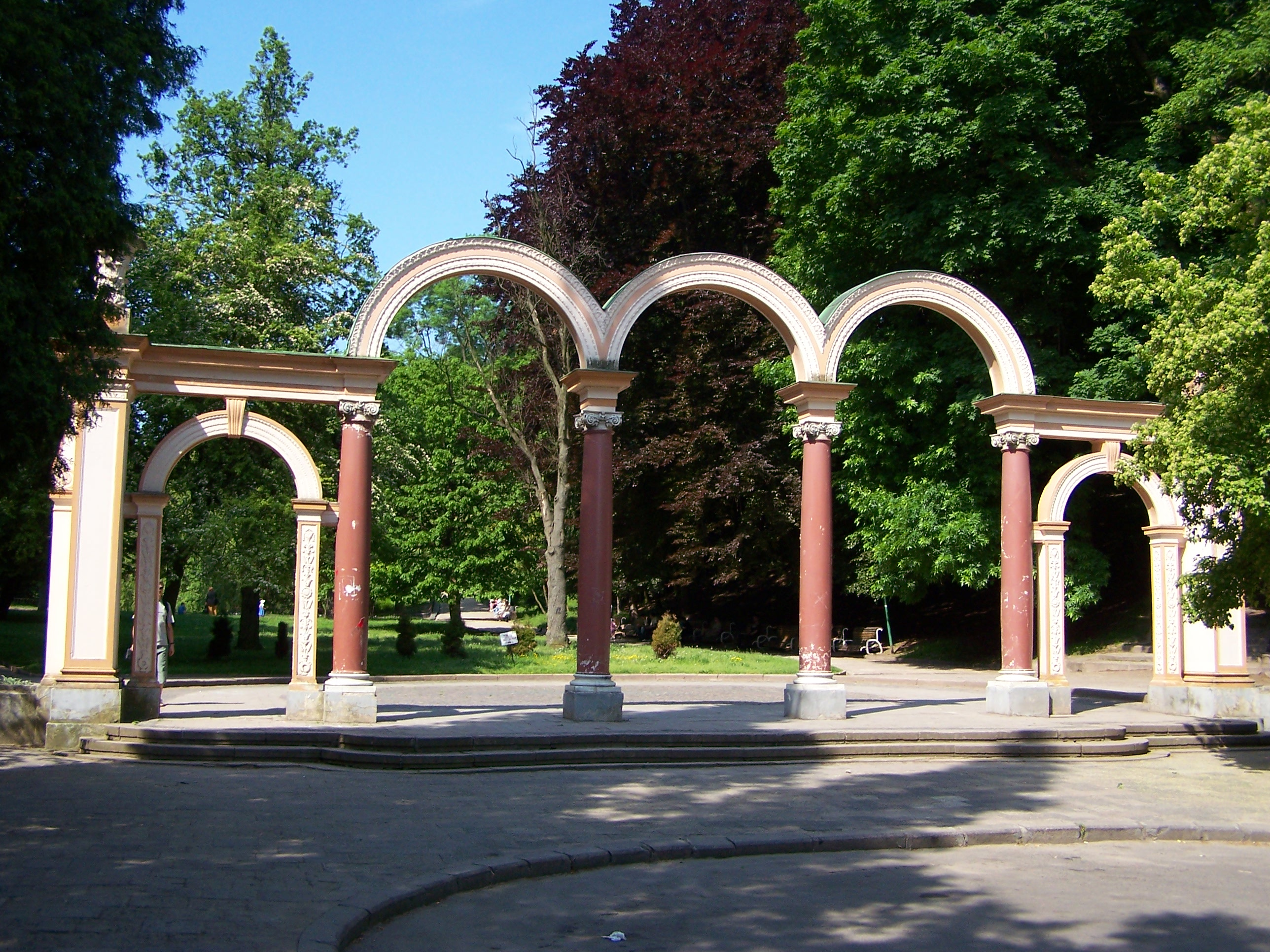
Вхід до Стрийського парку від вулиці Паркової
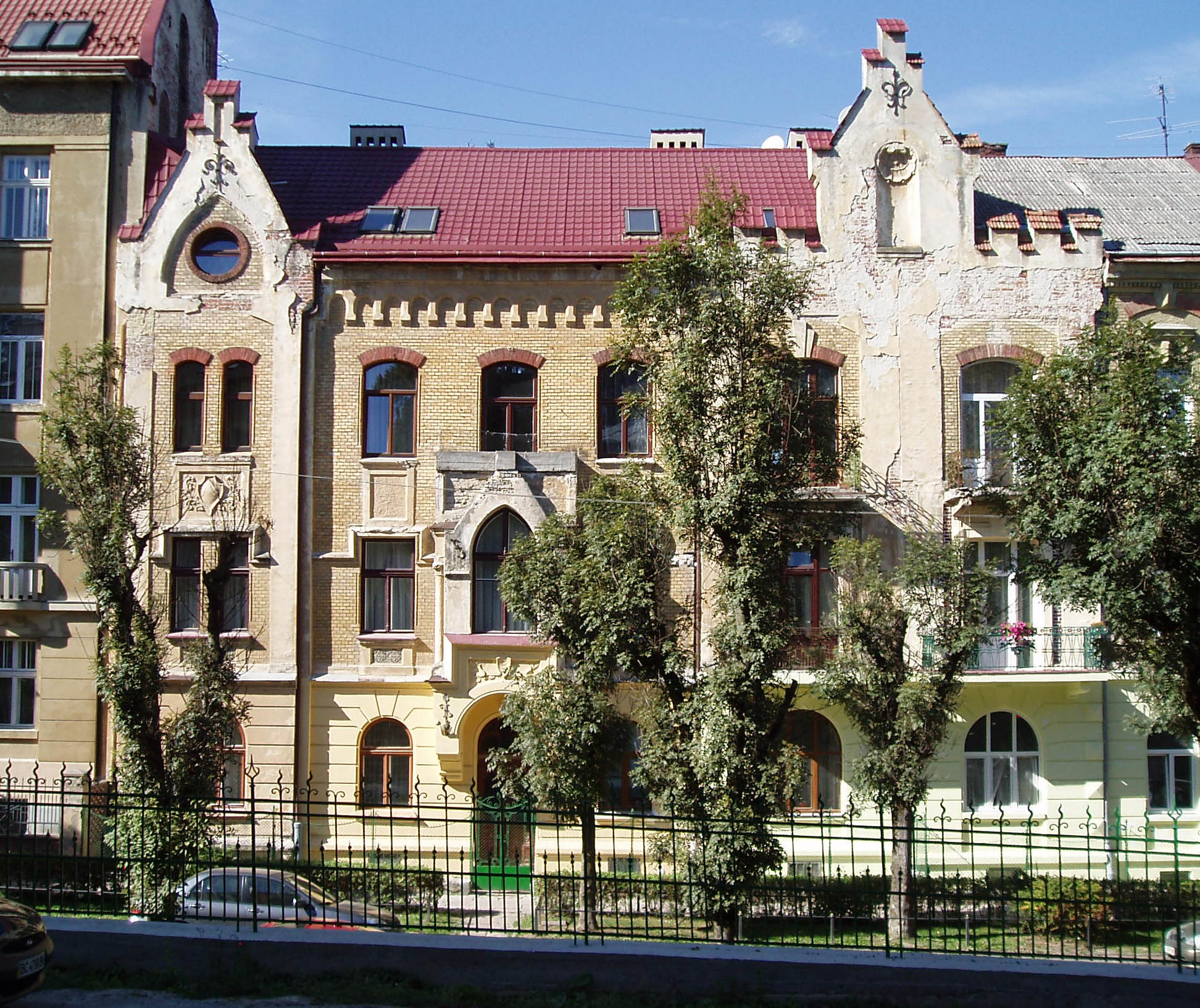
Кам'яниця (вулиця Паркова, 12)
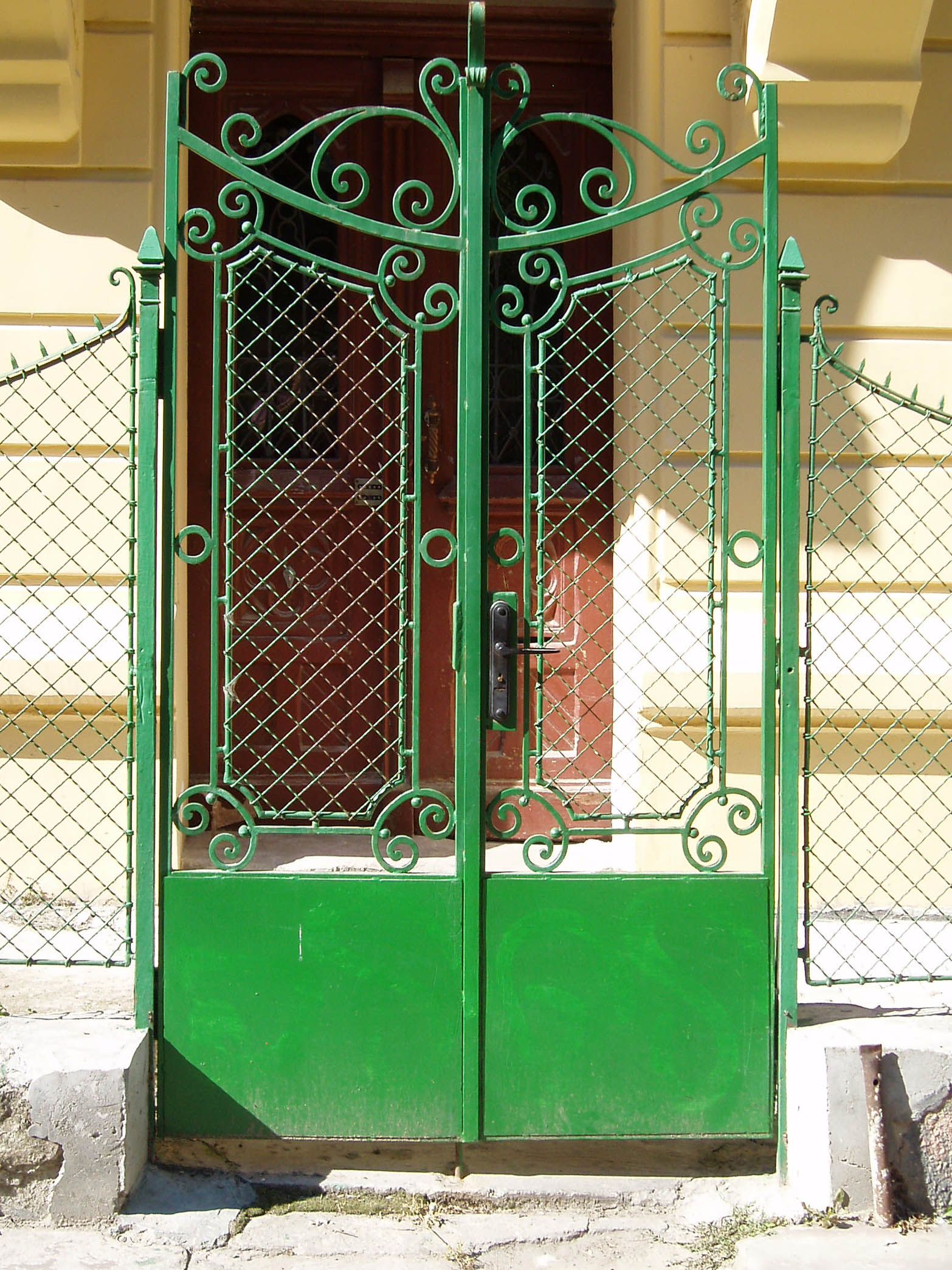
Брама кам'яниці (вулиця Паркова, 12)
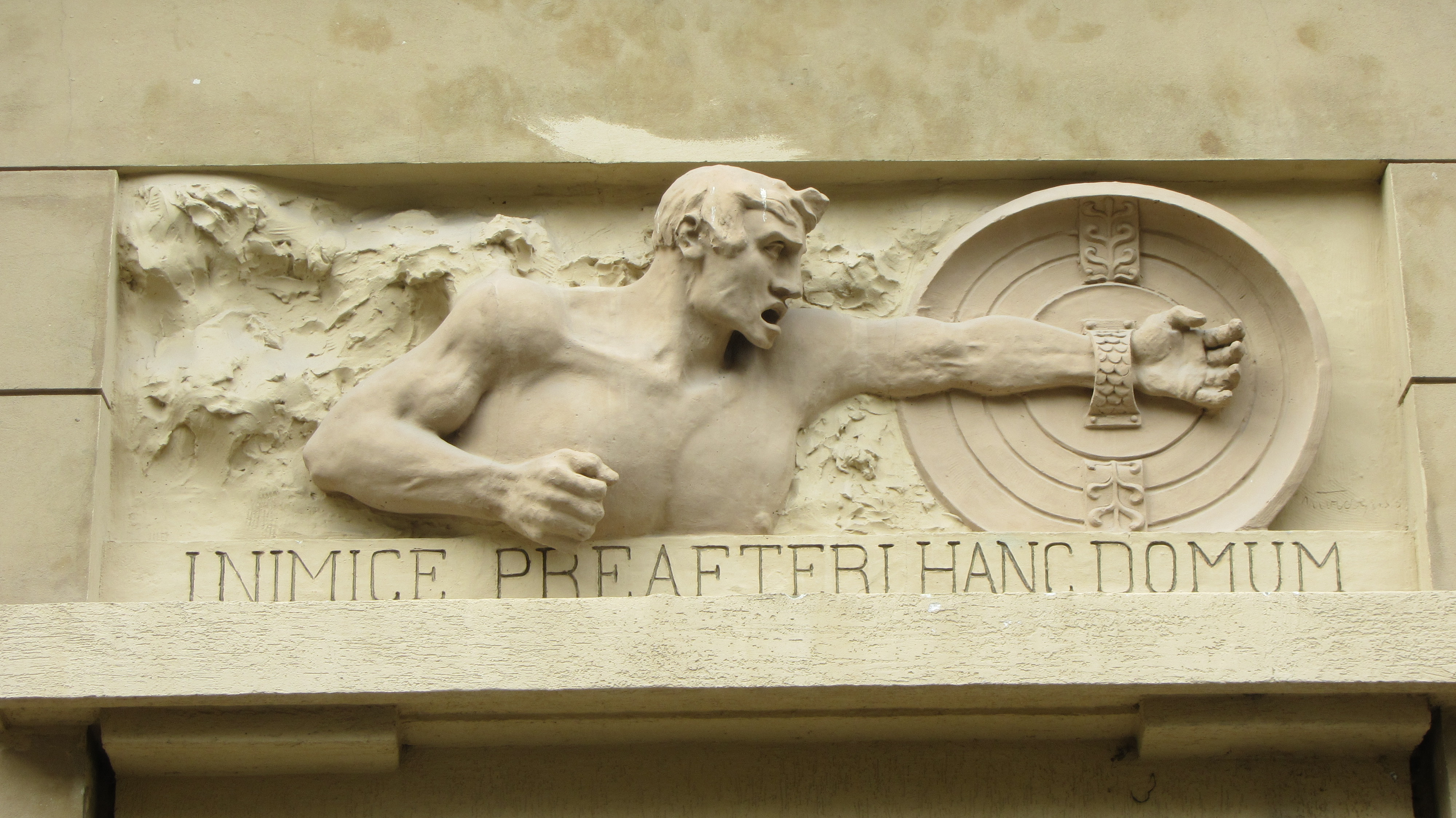
Горельєф з латинським написом: «Inimice Pr(e)aeteri Hanc Domum» (вулиця Паркова, 14)